# سلیم شروانی (زاده ۱۹۶۲)
سلیم شروانی (انگلیسی: Saleem Sherwani؛ زادهٔ ۲۱ ژوئن ۱۹۶۲) بازیکن هاکی روی چمن اهل پاکستان است.
وی در مسابقات کشوری و بین‌المللی در مجموع برندهٔ ۱ مدال طلا شده‌است.